# Лезмо
Лѐзмо (на италиански: Lesmo, на западноломбардски: Lèsmu, Лезму) е градче и община в Северна Италия, провинция Монца и Брианца, регион Ломбардия. Разположено е на 240 m надморска височина. Населението на общината е 8106 души (към 2010 г.).
До 2004 г. общината е част от провинция Милано.